# Théorie de l'émission
La théorie de l'émission (aussi appelée théorie de l'émetteur ou théorie balistique de la lumière) est une théorie concurrente de la relativité restreinte qui a tenté d'expliquer les résultats de l'expérience de Michelson-Morley. Dans les faits, il existe plusieurs théories de l'émission. Elles respectent le principe de relativité en ne favorisant aucun référentiel pour la transmission de la lumière, mais avancent que la lumière est émise à la vitesse de la lumière (c) relative à la source plutôt que d'appliquer le postulat d'invariance, c'est-à-dire que la vitesse de la lumière est invariable dans tout référentiel au repos. Donc, ces théories combinent l'électrodynamique et la mécanique à une théorie newtonienne. Au début du XXIe siècle, bien qu'il y ait encore des partisans de l'une de ces théories en dehors du courant scientifique dominant, la plupart des scientifiques les jugent réfutées de façon certaine,.

## Histoire
Le nom le plus souvent associé à la théorie de l'émission est Isaac Newton. Dans sa théorie corpusculaire de la lumière, Newton voyait des corpuscules de lumière éjectés de corps chauds à la vitesse de la lumière c relative à une source qui se déplaçait à une vitesse v. Ces corps obéissaient aux lois de la mécanique newtonienne. Pour cette raison, la lumière se déplaçait vers ou s'éloignait d'un observateur à la vitesse c ± v.
Au début du XXe siècle, Albert Einstein forge la relativité restreinte pour résoudre le conflit apparent entre l'électrodynamique et le principe de relativité. La simplicité géométrique de la théorie est séduisante et la majorité des scientifiques acceptent la relativité à partir de 1911. Cependant, quelques scientifiques rejettent le deuxième postulat de base de la relativité : la constance de la vitesse de la lumière dans tout référentiel au repos. Dès lors, plusieurs théories de l'émission sont proposées où la vitesse de la lumière, dans un référentiel au repos, dépend de la vitesse de la source et les transformations de Galilée sont préférées aux transformations de Lorentz. Toutes ces théories expliquent les résultats négatifs de l'expérience de Michelson-Morley, puisque la vitesse de la lumière est constante relativement aux interféromètres dans tous les référentiels étudiés. Quelques-unes de ces théories sont , :
- La lumière conserve en tout temps sa vitesse acquise au moment de l'émission par une source. Après une réflexion, la lumière se propage de façon sphérique autour d'un centre qui se déplace à la même vitesse que la source. Proposé par Walter Ritz en 1908, ce modèle est considéré comme le plus achevé[4].
- La partie excitée d'un miroir réfléchissant agit comme une nouvelle source de lumière et la lumière réfléchie possède la même vitesse c respectivement au miroir que la lumière originale a relativement à sa source. Elle est proposée par Richard Tolman en 1910, même s'il est un partisan de la relativité restreinte[5].
- La lumière réfléchie par un miroir acquiert une composante de vitesse égale à la vitesse de l'image du miroir de la source originale (proposée par Oscar M. Stewart en 1911)[6].
- Une modification de la théorie de Ritz-Tolman est introduite par Fox en 1965. Il avance que l'extinction (c'est-à-dire que l'absorption, la réfraction et l'émission de la lumière dans le médium parcouru) doit être considérée dans les calculs. Dans l'air, la distance d'extinction est de 0,2 cm. Donc, après avoir voyagé cette distance, la vitesse de la lumière serait constante relativement au médium, pas à la source initiale de la lumière (Fox est cependant partisan de la relativité restreinte)[1].
- Une récente interprétation serait : vitesse(source)+vitesse(lumière)-(vitesse de déplacement entre les deux référentiels) soit v+c-aberration

Albert Einstein aurait de son côté également travaillé sur une théorie de l'émission avant de l'abandonner au profit de la relativité restreinte. Plusieurs années plus tard, R. S. Shankland a rapporté des propos d'Einstein selon lesquels la théorie de Ritz était « vraiment mauvaise » à certains endroits et qu'il avait rejeté la théorie de l'émission parce qu'il ne pouvait imaginer aucune équation différentielle capable de la décrire, puisque cela menait à des ondes lumineuses « toutes mélangées »,
,
.

## Réfutations
La formule suivante a été introduite par Willem de Sitter pour valider les théories de l'émission :
{\displaystyle c'=c\pm kv\,}
où c est la vitesse de la lumière, v celle de la source, c'  la vitesse résultante de la lumière et k une constante qui indique l'intensité de la dépendance de la source, constante qui se situe entre 0 et 1. Selon la relativité restreinte et la théorie de l'éther luminifère au repos, k=0, alors que les théories de l'émission acceptent des valeurs allant jusqu'à 1. Les théories de l'émission sont réfutées pour les raisons suivantes :

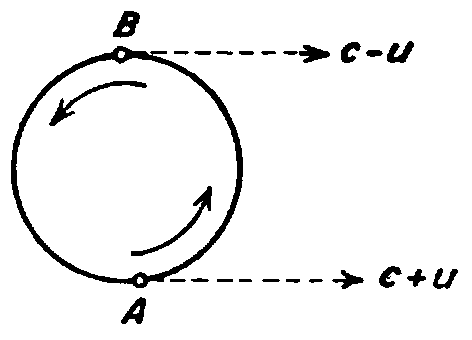
Pour réfuter les théories de l'émission, de Sitter a étudié la lumière reçue des étoiles doubles. Une même étoile qui parcourt une orbite passe par les points A et B. Selon ces théories, la lumière émise en A devrait théoriquement voyager plus rapidement que celle émise en B.

En 1910, Daniel Frost Comstock et en 1913 Willem de Sitter écrivent que pour des étoiles doubles observées à distance, la lumière en provenance de l'étoile en approche voyagerait plus rapidement que celle émise par la même étoile s'éloignant. À une distance suffisamment grande, une étoile en approche émet un signal « rapide » qui dépassera celui de la même étoile lorsqu'elle s'éloigne. Dans ce cas, l'image du système stellaire apparaîtra complètement brouillé. De Sitter a rapporté que tous les systèmes qu'il a étudiés ne montraient pas un tel effet. Son étude a réfuté la plupart des théories de l'émission qui avaient un {\displaystyle k<2\times 10^{-3}},,.
De nombreuses expériences sont réalisées sur la Terre, sur de courtes distances, où aucun effet de « glissement de lumière » ou aucun effet provoqué par l'extinction ne peuvent jouer. Encore une fois, les résultats confirment que la vitesse de la lumière est indépendante de la vitesse de la source, ce qui réfute sans équivoque les théories de l'émission : 
- L'effet Sagnac démontre qu'un faisceau sur une plateforme en rotation parcourt une plus courte distance que l'autre faisceau, ce qui provoque l'apparition d'un motif d'interférence. Selon Georges Sagnac, son expérience démontre que la vitesse de la lumière est indépendante de la vitesse de la source. De plus, l'expérience de Sagnac se fait sous vide, l'extinction ne peut donc jouer aucun rôle[13]
- Babcock et al (1964) ont inséré des plaques de verre rotatives entre les miroirs d'une expérience semblable à celle de Michelson-Morley. Si la vitesse des plaques est additionnée à celle des photons pendant le processus d'absorption/émission, un décalage dans le motif d'interférence devrait apparaître. Cependant, aucun motif n'est apparu. Cette expérience a été réalisée dans un appareil sous vide, les effets de l'extinction ne peuvent donc jouer aucun rôle[14].
- Alväger et al. (1964) ont observé des mésons π0 qui voyagent à 99,9 % de la vitesse de la lumière et qui se désintègrent en photons. Selon les théories de l'émission, la vitesse du méson s'ajoute à la vitesse des photons. L'expérience a démontré que la vitesse des photons étaient toujours égale à la vitesse de la lumière, avec un {\displaystyle k=(-3\pm 13)\times 10^{-5}}. L'étude du médias traversés par les photons a démontré que le décalage causé par l'extinction n'était pas suffisant pour perturber significativement les résultats[15].
- Hans Thirring avance en 1926 qu'un atome qui est accéléré pendant un processus d'émission lors d'une collision thermique à l'intérieur du Soleil, émet des rayons de lumière qui ont des vitesses différentes au début du trajet et à la fin du trajet. Donc, une partie du rayon de lumière, la plus rapide, dépassera l'autre partie émise plus tôt et, en conséquence, la distance entre les deux extrémités est allongée jusqu'à 500 km lorsqu'ils touchent la Terre. Donc, l'existence d'un pic dans les raies spectrales du Soleil réfute les théories de l'émission[16].

De plus, l'électrodynamique quantique place la propagation de la lumière dans un contexte complètement différent, même s'il est toujours relativiste, ce qui est complètement incompatible avec toute théorie qui postule que la vitesse de la lumière est modifiée par la vitesse de la source.

## Modèles marginaux récents
Quelques auteurs mettent encore de l'avant des théories semblables à celle de l'émission, mais aucune n'a reçu de reconnaissance de la part de la communauté scientifique. Il y a par exemple celles proposées par Waldron (1977) ou Devasia